# Carey Meyer
Carey Meyer est un chef décorateur et directeur artistique américain, connu pour son travail avec Joss Whedon, sur les séries télévisées Buffy contre les vampires ou Firefly.